# Antonio Azara

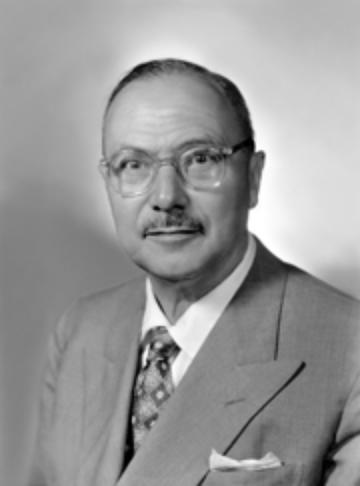
Antonio Azara

Antonio Azara (* 18. Januar 1883 in Tempio Pausania, Provinz Olbia-Tempio; † 20. Februar 1967 in Rom) war ein italienischer Jurist und Politiker der Democrazia Cristiana (DC), der Mitglied des Senats (Senato della Repubblica) sowie Justizminister Italiens war.

## Leben
Nach dem Schulbesuch studierte Azara Rechtswissenschaften und wurde nach Abschluss des Studiums 1907 Rechtsanwalt. Später wurde er Richter sowie Generalstaatsanwalt und stieg während des faschistischen Regimes Mussolinis schließlich zum Vorsitzenden Richter einer Kammer am Corte Suprema di Cassazione, dem obersten Gericht der ordentlichen Gerichtsbarkeit Italiens auf. Im Faschismus spielte er eine aktive Rolle und befasste sich nach der Verkündigung der italienischen Rassengesetze 1938 unter anderem mit deren Einfluss auf das Zivilgesetzbuch. Kurzzeitig war er auch als wissenschaftliches Mitglied der rassistischen Zeitschrift „Diritto razzista“ (dt. „Rassenrecht“) tätig. Er brach mit dem Faschismus erst infolge des 8. September 1943 und der Errichtung der Italienischen Sozialrepublik, woraufhin er von allen seinen Aufgaben entbunden wurde.
Nach dem Zweiten Weltkrieg wurde er vom Obersten Kommissar für Sanktionen gegen den Faschismus wegen der Kollaboration mit der faschistischen Diktatur von Benito Mussolini angeklagt, aber letztlich freigesprochen.
1951 wurde er zum Generalstaatsanwalt des Obersten Kassationsgerichtshofs und 1952 zu dessen ersten Präsidenten der Nachkriegszeit gewählt.
Am 18. April 1948 wurde er zum Mitglied des Senats, dem Senato della Repubblica, gewählt und gehörte diesem bis zu seinem Tod am 20. Februar 1967 an. Während seiner Parlamentszugehörigkeit war er zunächst von Juni 1948 bis Juni 1953 Vizevorsitzender des Ständigen Ausschusses für Justiz und Genehmigungsverfahren sowie von Februar 1950 bis August 1953 Vorsitzender des Wahlausschusses. Darüber hinaus war er von Juli 1949 bis April 1963 auch Mitglied der Parlamentarischen Versammlung des Europarates.
Am 17. August 1953 wurde er von Ministerpräsident Giuseppe Pella zum Minister für Begnadigungen und Justiz (Ministro di Grazia e Giustizia) in dessen Kabinett berufen und übte dieses Amt bis zum 17. Januar 1954 aus.